# Matt Harpring
Matthew Joseph Harpring (ur. 31 maja 1976 w Cincinnati) – amerykański koszykarz, występujący na pozycji skrzydłowego.
W sezonie 2002/2003 zajął drugie miejsce w głosowaniu na największy postęp sezonu NBA.

## Osiągnięcia
Na podstawie, o ile nie zaznaczono inaczej.
NCAA
- Uczestnik rozgrywek Sweet 16 turnieju NCAA (1996)
- Mistrz sezonu zasadniczego konferencji Atlantic Coast (ACC – 1996)
- Wybrany do:
  - I składu:
    - All-ACC (1996–1998)
    - turnieju ACC (1996)
    - defensywnego ACC (1996)
    - pierwszoroczniaków ACC (1995)

  - II składu All-American (1998 przez USBWA, NABC)
  - III składu All-American Third Team (1998 przez AP)
- Uczelnia Georgia Tech zastrzegła należący do niego numer 15

NBA
- Zaliczony do I składu debiutantów NBA (1999)[3]